# アドボケイト
以下の説明は欧州におけるアドボケイトの用例であり、日本におけるアドボケイトの用法とは異なるものです。
～～～～
アドボケイト（英語: Advocate; アドヴォケイト、アドボケート等々）とは、語源の「アドボカタス」から派生した言葉で、日常用語として「アドボカシー」と同様に「擁護・代弁」「支持・表明」「唱道」なども（動詞でもあり名詞でもある）意味するが、イギリスなど英米法（コモン・ロー）諸国においては、法律の分野における「弁護士」または関連非プロフェッショナルのことを指す。
各国の法制度においては、この法律用語は多少異なる意味で使用されている。イングランド法を元にした区域では、大まかに法廷弁護士 (barrister)や事務弁護士 (solicitor)を指す。ただ、スコットランド、南アフリカ、イタリア、フランス、スペイン、ポルトガル、スカンジナビア、ポーランド、南アジア、南米の国々では、「アドボケイト」は「上級弁護士」のことを指している。いくつかの言語では、"Advocate"を、" Adv." とし、爵位のように法の分野での敬称となる。例えば、アルベリコ・ジェンティリ卿 (Adv. Sir Alberico Gentili) となる。
より日常的な意味としては、上述の「擁護」や「支持」「代弁」「唱道」、政治家からの（代議員として期待される）「支援」、「他の誰かを助けるために声を上げる事」などを指す。

## イギリスとその島々

### スコットランド

#### アドボケイトの団体

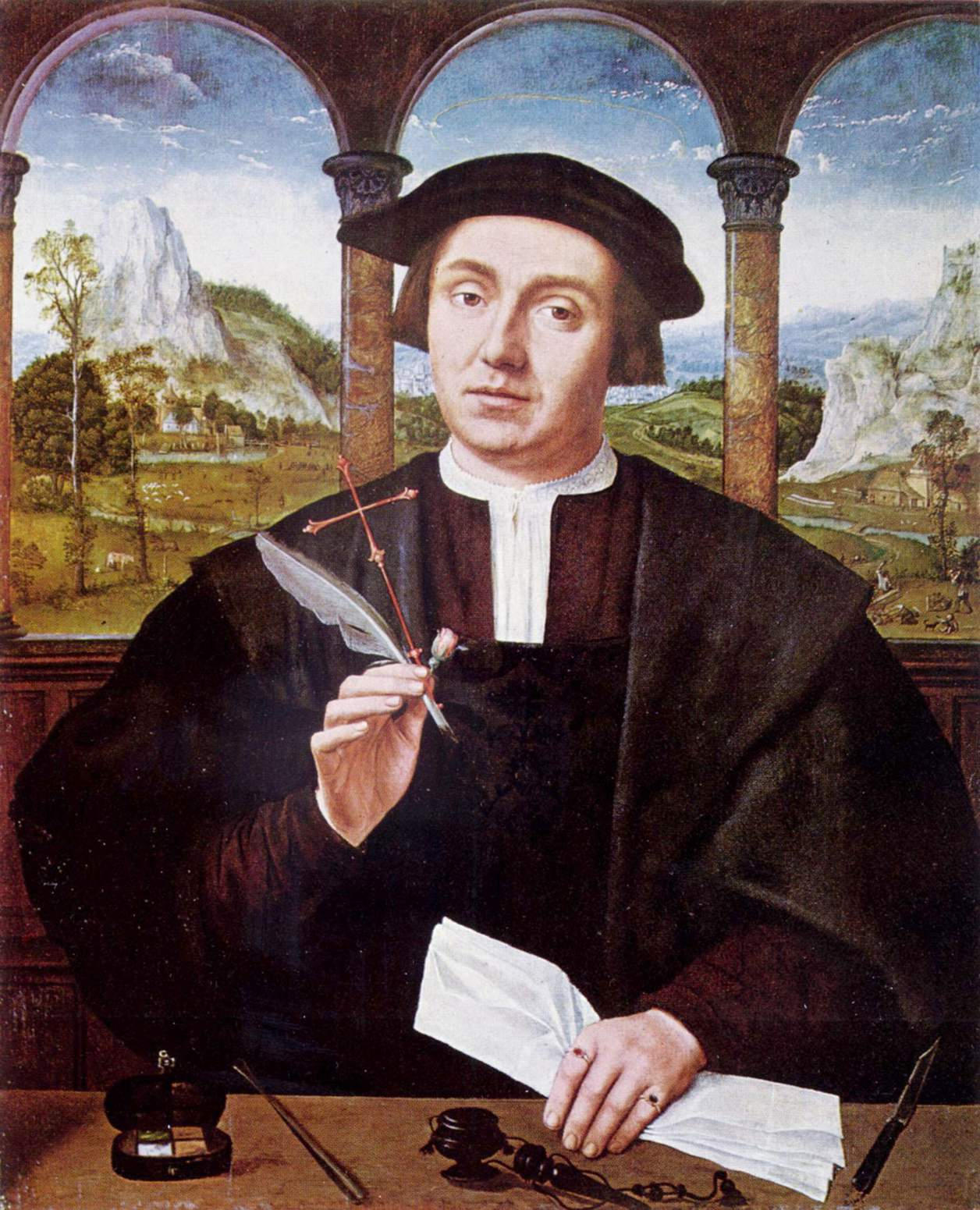
16世紀のアドボケイト。

アドボケイトはエジンバラのアドボケイト協会 (the Faculty of Advocates)によって運営管理される。協会には約750人の会員が所属しており、そのうち約460人がアドボケイトを実務として行っている。約75人は女王の諮問会議 (Queen's Counsel) のメンバーである。協会は、会長・副会長・会計・書記官と共に秘密投票で毎年選出されている。
アドボケイトはカツラ、白い蝶ネクタイ、ストラップおよびガウンを裁判所の服装として着用する。

#### アドボケイトになる
アドボケイトになる過程は「悪魔 (devilling)」と呼ばれ、教師役は「悪魔の主 (devilmaster)」すべての新入生はスコットランドの弁護士、すなわち法学の学士号および法実務の卒業証書を取得し、弁護士としての資格を得るために必要な2年間の研修を修了している必要がある。それ以外の場合は、他のコモン・ロー管轄の弁護士会（バー）メンバーになる。

##### アドボケイトへ加入
「悪魔」の期間の終わりの加入認可は、主任「悪魔の主」が「悪魔（生徒）」がアドボケイトであることにふさわしく適切な人物であること、および「悪魔」がその分野での広範囲の仕事に関わってきたと証明されるか、に依存する。書面および口頭によるアドボカシーの多くの側面における「悪魔」の能力は「悪魔」の期間に中に評価され、「悪魔」が有能でないと評価された場合、彼または彼女は団体に加盟することはできない。

## 北欧諸国
北欧諸国には統一された法律専門職があり、法廷で弁護する弁護士とそうでない弁護士を区別していない。アドボケイトの称号で公認を得るためには、候補者は合法的な学位を持っている必要がある。認定大学で5〜6年間の法学を学び、さらに資格のあるアドボケイトの後援を受けて（2〜5年間）働いており、法廷での経験も必要である。資格がある場合、候補者はアドボケイトとして免許証を取得することができる。これは弁護士と呼ばれるのと同等である。スカンジナビアのすべての言語で、称号は「advokat」である。
しかし、必ずしも北欧諸国すべてに同様に適用されるわけではなく、ノルウェーでは、例えば適切な法律の学位を持っている人は、代わりに登録された法律顧問 ( rettshjelper )として法律を実践することができ、アドボケイトの肩書きと同じ権利をもつ。
英語では、北欧の "advokat" の称号は、"barrister", "lawyer", "attorney-at-law"のすべて同義的に弁護士の意味で翻訳されることになる。